# Drużynowe Mistrzostwa Polski na Żużlu 1954
Drużynowe Mistrzostwa Polski na Żużlu 1954 – 7. edycja drużynowych mistrzostw Polski, organizowanych przez Polski Związek Motorowy (PZMot).
Zwycięzca Ligi Centralnych Sekcji Żużlowych został mistrzem Polski w sezonie 1954. Obrońcą tytułu z poprzedniego sezonu była Unia Leszno. W tym roku triumfowała Unia Leszno.

## Liga Centralnych Sekcji Żużlowych
Mecze rozgrywano na takich samych zasadach jak w sezonie 1953 z pełnymi dwoma seriami spotkań - mecz i rewanż.

### Ostateczna kolejność DMP 1954
| Poz. | Klub                  | Pkt. | Z  | R | P  | +/−  |
| ---- | --------------------- | ---- | -- | - | -- | ---- |
| 1    | Unia Leszno           | 32   | 16 | 0 | 2  | +181 |
| 2    | Spójnia Wrocław       | 28   | 14 | 0 | 4  | +208 |
| 3    | Kolejarz Rawicz       | 26   | 13 | 0 | 5  | +104 |
| 4    | Gwardia Bydgoszcz     | 20   | 10 | 0 | 8  | +4   |
| 5    | Budowlani Warszawa    | 19   | 9  | 1 | 8  | –14  |
| 6    | CWKS Wrocław          | 18   | 9  | 0 | 9  | –46  |
| 7    | Górnik Rybnik         | 16   | 8  | 0 | 10 | –67  |
| 8    | Ogniwo Łódź           | 10   | 5  | 0 | 13 | –72  |
| 9    | Włókniarz Częstochowa | 9    | 4  | 1 | 13 | –24  |
| 10   | Stal Świętochłowice   | 2    | 1  | 0 | 17 | –274 |

## Finał eliminacji okręgowych
W okręgu poznańskim wyłoniono mistrza po rozegraniu turnieju finałowego.

### Ostateczna kolejność Finału Eliminacji Okręgowych 1954
| Poz. | Klub                  | Pkt. |
| 1    | Gwardia Krotoszyn     | 19   |
| 2    | Kolejarz Piła         | 18   |
| 3    | Unia II Leszno        | 12   |
| 4    | Kolejarz Skalmierzyce | ns   |
| ---- | --------------------- | ---- |